# ليختنبرغ (معسكر اعتقال)
```
ليختنبرغ
 كان 
معسكر اعتقال نازي
، يقع في قلعة 
عصر النهضة
 في بريتين، بالقرب من 
فيتنبرغ
 في 
مقاطعة ساكسونيا
. جنبا إلى جنب مع 
Sachsenburg
، كان من بين أول من بناه النازيون، وتم تشغيله من قبل 
شوتزشتافل
 من 1933 إلى 1939.
[
2
]
 احتجزت ما يصل إلى 2000 سجين من 1933 إلى 1937 ومن 1937 إلى 1939 محتجزا من السجينات.
[
3
]
 تم إغلاقه في مايو 1939، عندما تم افتتاح 
معسكر الاعتقال رافينسبروك
 للنساء، والذي حل محل ليشتنبرغ كمخيم رئيسي للسجينات.
[
4
]
```

## عملية
التفاصيل حول تشغيل ليختنبرغ أصبحت متاحة فقط للباحثين في أواخر عام 2006.  يمكن قراءة سرد للطريقة التي تمت بها إدارة المخيم في كتاب لينا هاغ «حفنة من الغبار» أو «إلى متى الليل». ربما كانت هاغ أشهر الناجين من المخيم، بعد حصولها على إطلاق سراحه قبل إغلاقه.
تضم القلعة اليوم متحفًا إقليميًا ومعرضًا حول استخدام ليختنبرغ خلال الفترة النازية. 

## الموظفون[5]

### قائد المعسكر
- مايو 1934   - يوليو 1934: إس إس-بريغيجاديه فوهرر ثيودور إيكي
- يوليو 1934   - مارس 1935: إس إس-أوبرستورمبانفورر برنهارد شميت
- مارس 1935   - مارس 1936: إس إس-شتاندارتن فوهرر أوتو رايش
- أبريل 1936   - أكتوبر 1936: إس إس-شتاندارتن فوهرر هيرمان بارانوفسكي
- نوفمبر 1936   - يوليو 1937: إس إس-شتاندارتن فوهرر هانز هيلويغ
- يوليو 1937   - ديسمبر 1937: Commisar ألكسندر بيوركوفسكي

### رئيس الحجز الوقائي
- يوليو 1934 - فبراير 1935: إدغار إنتسبيرجر
- فبراير 1935 - أبريل 1935 كارل أوتو كوتش
- أبريل 1935 - أكتوبر 1936 هاينريش ريميرت
- نوفمبر 1936 - أغسطس 1937 ايغون زيل

### مدير المخيم النسائي
- ديسمبر 1937 - مايو 1939 غونتر تاماشكي

### نائب مدير المخيم
- ديسمبر 1937 - أغسطس 1938 ألكسندر بيوركوفسكي
- سبتمبر 1938 - مايو 1939 ماكس كوجيل

## نزلاء بارزين
- أولغا بيناريو بريستيس، مقاتلة مقاومة ألمانية برازيلية
- والتر كزوليك
- آرثر ديتزش
- فريدريش إيبرت، سياسي، ابن فريدريش إيبرت
- فيليب فرايز
- بول فروليتش
- إرنست جروبي
- لينا هاج،
- لوتي هوبر، ممثلة
- إريك كناوف
- فولفجانج لانجوف، ممثل
- هانز ليتن، محامي
- فيلهلم ليوشنر، نقابي
- هانز لوربير، مؤلف
- كارل ماشي
- تشارلز ريجنييه، ممثل
- إرنست رويتر، الاشتراكي الديمقراطي
- كيرت فون روفين، ممثل
- جوتهارد ساشسينبرج،
- فيرنر شوليم، سياسي شيوعي
- فريتز ثورم (1883–1937)، اشتراكي ديمقراطي
- ليزا أولريش، سياسية شيوعية
- أرمين تي. ويغنر

## روابط خارجية
- النصب التذكاري لمعسكر تركيز ليشتنبرغ
- صفحة ليختنبرغ
- صفحة ليختنبرغ
- زيارة إلى المخيم من قبل ضابط قوات الأمن الخاصة تيودور إيكي (صورة)